# Deinagkistrodon acutus
Deinagkistrodon acutus är en ormart som beskrevs av Günther 1888. Deinagkistrodon acutus är ensam i släktet Deinagkistrodon som ingår i familjen huggormar. Inga underarter finns listade i Catalogue of Life.
Denna orm förekommer i sydöstra Kina, Laos, Taiwan och Vietnam. Den är med en längd mellan 1,5 och 3 meter en stor orm. Deinagkistrodon acutus vistas i skogar i kulliga områden och i bergstrakter. Den äter ödlor, groddjur, andra ormar och mindre däggdjur. Artens giftiga bett kan medföra människans död. Honor lägger ägg.